# Бенатар, Пэт
Пэт Бенатар (англ. Pat Benatar, 10 января 1953, Бруклин) — американская певица, четырёхкратная обладательница премии Грэмми. Среди её хитов такие песни, как «Love is a battlefield», «Hit Me With Your Best Shot», «We Belong» и «Heartbreaker». В 1980-е она записала два мультиплатиновых альбома, пять платиновых альбомов, три золотых альбома по версии Американской Ассоциации Звукозаписывающих компаний и 19 синглов вошедших в Toп 40. Одна из самых популярных артисток в ранние годы телеканала MTV.

## Жизнь и карьера
Патрисия Мэй Анджеевски (англ. Patricia Mae Andrzejewski) родилась в Гринпойнт, Бруклин в семье жестянщика Эндрю и косметолога Милдред Анджеевских. Когда ей исполнилось 3 года, ее семья переселилась в Линденхерст, Нью-Йорк. Вот, что она говорила: «У меня очень хорошие детские воспоминания — мы собирали ягоды в лесу возле дома и ездили на океан за свежевыловленными ракушками».
В 8 лет Пэтти (как её все тогда знали) заинтересовалась театром и стала брать уроки вокала в начальной школе имени Даниила Стритa. Её первой песней была «It must be Spring». 'Ребенком я пела везде и при любой возможности’ - поделилась тогдашная Пэтти. В высшей школе Линденхерст (1967—1971) она играла в постановках музыкального театра королеву Гвиневру, в школьной постановке «Камелот». Участвовала на различных парадах, пела на церемониях зажжения новогодней ёлки, а также исполняла «Рождественскую песню» на праздновании в высшей школе.
Певице была запрещена рок-сцена в близлежащем Манхэттене, так как родители были «до смешного строгими».— «Мне разрешалось ходить на симфонические концерты, в оперу и театр, но запрещалось гулять по клубам». Её музыкальные упражнения были строго классическими. По её рассказам, «я пела Пуччини и Вестсайдскую историю, но каждый вечер после школы проводила, слушая «Роллинг Стоунз» по моему небольшому транзисторному приёмнику».
Занимаясь как колоратурное сопрано и будучи принятой в школу "Джулиард", Бенатар удивила всех, решив, что карьера классической певицы не для неё, и поступает в Нью-Йоркский университет в Стоуни Брук на факультет санитарного просвещения.
В 19 лет по окончании первого года обучения, она бросает учёбу, чтобы выйти замуж за своего школьного друга Денниса Бенатарa, военного призывника, прошедшего подготовку в Форте Джексон (штат Южная Каролина), затем служившего в Агентстве по армейской безопасности в Форте Девенс (штат Массачусетс), а после этого в Форте Ли (штат Вирджиния). Специалист Деннис Бенатар служил там три года, а Пэт работала банковским служащим в Ричмонде (штат Виргиния).
В 1973 году Пэт бросает работу банковского служащего, чтобы заняться музыкальной карьерой. К этому её подтолкнул концерт Лайзы Миннелли, который она видела в Ричмонде. Она получила работу поющей официантки в ночном клубе «Ревущие двадцатые» и место певицы в гостиничной группе «Армия Коксона».

## Семья
Пэт и Деннис Бенатар разошлись в 1979 году. Пэт и ведущий вокалист/гитарист Нил «Спайдер» Гиралдо поженились 20 февраля 1982 года. У них росли две дочери — Халей Игана (род. 16 февраля 1985 года) и Хана Хиральдо (род. 12 марта 1994 года).

## Дискография

### In the Heat of The Night— 1979
- 1. Heartbreaker (3:29)
- 2. I Need A Lover (3:30)
- 3. If You Think You Know How To Love Me (4:23)
- 4. In The Heat Of The Night (5:24)
- 5. My Clone Sleeps Alone (3:29)
- 6. We Live For Love (3:55)
- 7. Rated X (3:17)
- 8. Don’t Let It Show (4:04)
- 9. No You Don’t (3:20)
- 10. So Sincere (3:29)

### Crimes of Passion — 1980
- 1. Treat Me Right (3:25)
- 2. You Better Run (3:05)
- 3. Never Wanna Leave You (3:10)
- 4. Hit Me with Your Best Shot (2:51)
- 5. Hell Is for Children (4:55)
- 6. Little Paradise (3:33)
- 7. I’m Gonna Follow You (4:29)
- 8. Wuthering Heights (4:29)
- 9. Prisoner of Love (3:08)
- 10. Out-A-Touch (4:18)

### Precious Time — 1981
- 1. Promises in the Dark (4:49)
- 2. Fire and Ice (3:21)
- 3. Just Like Me (3:30)
- 4. Precious Time (6:07)
- 5. It’s a Tuff Life (3:19)
- 6. Take It Any Way You Want It (2:49)
- 7. Evil Genius (4:35)
- 8. Hard to Believe (3:27)
- 9. Helter Skelter (3:51)

### Get Nervous — 1982
- 1. Shadows of the Night (4:21)
- 2. Looking for a Stranger (3:27)
- 3. Anxiety (Get Nervous) (3:43)
- 4. Fight It Out (3:57)
- 5. The Victim (4:44)
- 6. Little Too Late (4:08)
- 7. I’ll Do It (4:10)
- 8. I Want Out (3:43)
- 9. Tell It to Her (3:45)
- 10. Silent Partner (3:46)

### Live from Earth — 1983
- 1. Fire and Ice (Live) (3:46)
- 2. Looking for a Stranger (Live) (3:28)
- 3. I Want Out (Live) (4:05)
- 4. We Live for Love (Live) (3:39)
- 5. Hell Is for Children (Live) (6:06)
- 6. Hit Me With Your Best Shot (Live) (3:07)
- 7. Promises in the Dark (Live) (5:14)
- 8. Heartbreaker (Live) (4:21)
- 9. Love Is a Battlefield (5:25)
- 10. Lipstick Lies (3:51)

### Tropico — 1984
- 1. Diamond Field (3:22)
- 2. We Belong (3:41)
- 3. Painted Desert (5:26)
- 4. Temporary Heroes (4:24)
- 5. Love in the Ice Age (4:06)
- 6. Ooh Ooh Song (4:08)
- 7. The Outlaw Blues (3:48)
- 8. Suburban King (1:47)
- 9. A Crazy World Like This (4:04)
- 10. Takin' It Back (4:07)

### Seven the Hard Way — 1985
- 1. Sex as a Weapon (4:21)
- 2. Le Bel Age (5:11)
- 3. Walking in the Underground (4:42)
- 4. Big Life (2:41)
- 5. Red Vision (3:53)
- 6. 7 Rooms of Gloom (3:35)
- 7. Run Between the Raindrops (4:29)
- 8. Invincible (Theme from «The Legend of Billie Jean») (4:29)
- 9. The Art of Letting Go (3:59)

### Wide Awake in Dreamland — 1988
- 1. All Fired Up (4:31)
- 2. One Love (Song of the Lion) (5:12)
- 3. Let’s Stay Together (4:57)
- 4. Don’t Walk Away (4:39)
- 5. Too Long a Soldier (6:40)
- 6. Cool Zero (5:28)
- 7. Cerebral Man (4:46)
- 8. Lift 'Em on Up (4:58)
- 9. Suffer the Little Children (4:11)
- 10. Wide Awake in Dreamland (4:59)

### True Love — 1991
- 1. Bloodshot Eyes (2:47)
- 2. Payin' The Cost To Be The Boss (3:13)
- 3. So Long (3:57)
- 4. I’ve Got Papers On You (2:21)
- 5. I Feel Lucky (4:30)
- 6. True Love (4:40)
- 7. The Good Life (4:09)
- 8. Evening (3:41)
- 9. I Get Evil (3:10)
- 10. Don’t Happen No More (2:41)
- 11. Please Come Home For Christmas (3:09)

### Gravity’s Rainbow — 1993
- 1. Pictures of a Gone World (0:33)
- 2. Everybody Lay Down (4:20)
- 3. Somebody’s Baby (4:26)
- 4. Ties That Bind (3:38)
- 5. You & I (4:23)
- 6. Disconnected (3:43)
- 7. Crazy (4:25)
- 8. Every Time I Fall Back (5:02)
- 9. Sanctuary (3:52)
- 10. Rise (Part 2) (3:02)
- 11. Kingdom Key (4:17)
- 12. Tradin' Down (3:30)

### Innamorata — 1997
- 1. Guitar Intro (0:22)
- 2. Only You (6:04)
- 3. River of Love (5:17)
- 4. I Don’t Want to Be Your Friend (5:09)
- 5. Strawberry Wine (5:54)
- 6. Purgatory (4:54)
- 7. Papa`s Roses (4:17)
- 8. At This Time (4:36)
- 9. Dirty Little Secrets (5:18)
- 10. Angry (4:08)
- 11. In These Times (6:49)
- 12. Innamorata (3:21)
- 13. Gina`s Song (0:22)

### Go — 2003
- 1. Go (3:46)
- 2. Brave (4:30)
- 3. I Won’t (4:42)
- 4. Have It All (4:28)
- 5. Sorry (5:26)
- 6. Please Don’t Leave (5:24)
- 7. Girl (4:50)
- 8. Out Of The Ruins (2:46)
- 9. In My Dreams (5:48)
- 10. Tell Me (4:43)
- 11. Broken Hearted (5:41)

### Greatest hits collections — 2005
- 1. Heartbreaker (3:28)
- 2. We Live for Love (3:54)
- 3. Hit Me With Your Best Shot (2:52)
- 4. Hell Is for Children (4:51)
- 5. Treat Me Right (3:13)
- 6. You Better Run (3:04)
- 7. Fire and Ice (3:19)
- 8. Promises in the Dark (4:48)
- 9. Precious Time (6:02)
- 10. Shadows of the Night (3:42)
- 11. Little Too Late (3:26)
- 12. Looking for a Stranger (3:26)
- 13. Love Is a Battlefield (4:10)
- 14. We Belong (3:41)
- 15. Ooh Ooh Song (4:09)
- 16. Invincible (4:08)
- 17. Sex as a Weapon (4:20)
- 18. Le Bel Age (4:19)
- 19. All Fired Up (4:30)
- 20. One Love (Song of the Lion) (4:30)

## Другие достижения

### Эстрада, кино, ТВ
Композиции Бенатар использованы примерно в полутора десятках саундтреков к фильмам, сериалам, анимации, компьютерным играм и рекламным роликам. Сама певица также неоднократно появлялась на ТВ, в основном — с собственными песнями в эпизодах сериалов, большая часть которых незнакома отечественному зрителю.
- Песня «Here's My Heart» звучит в фильме «Метрополис» который спродюсировал композитор Джорджо Мородер.
- В кинофильме «Легенда о Билли Джин» заглавной темой звучит композиция «Invincible (Theme from „The Legend of Billie Jean“)», специально написанная для этого фильма. Композиция стала популярной после выхода фильма, и попала в US Billboard Hot 100 (1985).
- В сериале «Зачарованные» (5-17 «Удачливые зачарованные»).
- «Love Is a Battlefield» дважды звучала в «Южном парке».
- Трек «Hell Is for Children» использован в полнометражном мультфильме Ральфа Бакши «American Pop».
- В фильме «Из 13 в 30» звучит композиция «Love Is a Battlefield».
- В фильме «Ограбление по-итальянски» звучит композиция «Heartbreaker».
- В фильме «Секрет моего успеха» звучит композиция «Sometimes the Good Guys Finish First».
- В мюзикле «Рок на века» звучит композиция «Hit Me With Your Best Shot» в исполнении Кэтрин Зеты-Джонс и композиция «Shadows of the Night».
- В самом начале фильма «Дрянная девчонка» звучит композиция «Shadows of the Night».
- В 1 серии 10 сезона сериала «Сверхъестественное» звучит композиция «Heartbreaker».
- В 23 серии 1 сезона сериала «Сообщество», посвященной массовой игре в пейнтбол, команда студентов хорового отделения поёт припев песни «Hit Me With Your Best Shot».
- В 4 эпизоде 26 сезона мультсериала «Симпсоны» звучит композиция «Hell Is for Children».
- В видеоигре «Grand Theft Auto: Vice City Stories» звучат две песни, «Love Is a Battlefield» на радиостанции Flash FM и «We Belong» на Emotion 98.3.
- В видеоигре «Grand Theft Auto 5» на радио Los Santos Rock Radio играет композиция «Shadows of the Night».
- В 1 серии 1 сезона сериала «Злой город» звучит композиция «Heartbreaker»
- В 10 серии 1 сезона сериала «Блеск» звучит композиция «Invincible»
- В конце фильма «Дэдпул 2» и его финальных титрах звучит композиция «We Belong»
- В фильме «Никто» звучит композиция «Heartbreaker».
- В 4 серии 2 сезона сериала «Люцифер» героини сериала исполняют в караоке песню «Heartbreaker».
- В фильме «F1» использовалась песня как саундтрек «We Belong».